# Південний мікрорайон
Південний мікрорайон — колишній мікрорайон багатоповерхової забудови в Олександрії, що виник у 1980-х роках, фактично складається з двох частин: Тинда і Бам.

## Розташування
Південний мікрорайон знаходився на лівому березі Інгульця на півдні центральної частини міста. Південніше від нього знаходиться місцевість Новопилипівка, яка відокремлена від нього автотрасою М 04, що в межах міста називається вулицею Гетьмана Мазепи. Через Південний мікрорайон проходить центральна вулиця міста — Соборний проспект.

## Історія
Мікрорайон Південний виник у 1980-х роках, на місці приватної забудови й садів, шляхом забудови місцевості багатоповерховими житловими будинками, переважно дев'ятиповерхівками. Назва «Південний» біла офіційною у радянський період, проте в народі закріпилися назви Тинда для західної, більшої частини, що виходить на Соборний проспект, і Бам чи БАМ для східної, віддаленішої від центру. Ці назви виникли за аналогією з БАМом і його містом-супутником Тиндою, які в той час забудовувалися переважно саме дев'ятиповерхівками. Також, частину Тинди, що знаходиться неподалік від перехрестя вулиць Гетьмана Мазепи та Соборного проспекту називають Райбитом. Назва була утворена від місцезнаходження колишнього районного будинку побуту.
У ХХІ столітті в «Південний мікрорайон» не існує у офіційній площині. Натомість його забудова розділена між «Південно-західним» та «Південно-східним» мікрорайонами, межі яких не співпадають ні з межами Південного, ні з межами Тинди і Баму..

## Опис
Мікрорайон забудований переважно багатоповерхівками, перш за все дев'ятиповерховими. Тут знаходиться кілька шкіл і дитсадочків, Будинок дитячої та юнацької творчості (колишня школа № 5).